# روپرت جانسون
روپرت جانسون (انگلیسی: Rupert Johnson) (زاده ۱۹۴۱) کارآفرین، بازرگان و مدیر ارشد اجرایی آمریکایی است، که در حال حاضر به‌عنوان رئیس هیئت مدیره شرکت فرانکلین تمپلتون فعالیت می‌کند. 